# Kingdom Hearts II
Kingdom Hearts II (キングダムハーツII Kingudamu Hātsu Tsū?) är ett actionrollspel utvecklat av Square Enix för spelkonsolen Playstation 2. Spelet är en uppföljare till Kingdom Hearts från 2002. Eftersom spelet blev så populärt gjordes en roman och en manga-serie baserade på spelet, samt en ny version för Playstation 3 som släpptes 2014.

## Handling
Kingdom Hearts II börjar ett år efter händelserna i föregångaren, Chain of Memories. Karaktären Sora hålls sovande av Ansem the Wise. Samtidigt som en mystisk flicka vid namn Naminé rehabiliterar Sora, har en lika mystisk ung pojke vid namn Roxas återkommande drömmar om Soras äventyr.
När Sora till slut vaknar från sin ettåriga sömn utan några minnen om vad som hände i det föregående spelet, försvinner Roxas spårlöst. Sora beger sig ut på nya äventyr för att besegra resten av Heartless-varelserna, och framför allt Organization XIII.

### Världar
Världarna man besöker i Kingdom Hearts II är främst baserade på olika Disneyfilmer.
- "The Land of Dragons" kommer från Mulan,
- "Beast's Castle" kommer från Skönheten och Odjuret,
- "Olympus Coliseum" kommer från Herkules,
- "Timeless River" baserad på de tidiga svart-vita Disneyfilmerna,
- "100 Acre Wood" (Sjumilaskogen) kommer från Nalle puh,
- "Agrabah" kommer från Aladdin,
- "Port Royal" kommer från Pirates of the Caribbean - Svarta Pärlans förbannelse,
- "Atlantica" kommer från Den lilla sjöjungfrun,
- "Halloween Town" kommer från The Nightmare Before Christmas,
- "Pride Land(s)" kommer från Lejonkungen,
- "Space Paranoids" kommer från Tron.

Spelet innehåller även världar som inte är baserade på Disneyfilmer såsom "Twilight Town", "Hollow Bastion" (även känd som "Radiant Garden"), "Disney Castle" och "The World That Never Was".

## Andra spel i Kingdom Hearts-serien
- Kingdom Hearts till Playstation 2
- Kingdom Hearts: Final Mix till Playstation 2
- Kingdom Hearts: Chain of Memories till Game Boy Advance
- Kingdom Hearts 2: Final Mix
- Kingdom Hearts Re:Chain of Memories till Playstation 2
- Kingdom Hearts: Birth By Sleep till Playstation Portable
- Kingdom Hearts: 358/2 days till Nintendo DS
- Kingdom Hearts III till Playstation 4 och Xbox One